# أليكس بريندمول
أليكس بريندمول (بالألمانية: Alex Brendemühl) هو ممثل إسباني وألماني، ولد في 27 نوفمبر 1972 ببرشلونة في إسبانيا.

## وصلات خارجية
- أليكس بريندمول على موقع IMDb (الإنجليزية)
- أليكس بريندمول على موقع قاعدة بيانات الأفلام العربية
- أليكس بريندمول على موقع ألو سيني (الفرنسية)
- أليكس بريندمول على موقع أول موفي (الإنجليزية)
- أليكس بريندمول على موقع قاعدة بيانات الأفلام السويدية (السويدية)
- أليكس بريندمول على موقع قاعدة بيانات الفيلم (الإنجليزية)
- أليكس بريندمول على موقع كينوبويسك (الروسية)